# Собјеслав
Собјеслав (чеш. Soběslav) град је у Чешкој Републици. Град се налази у управној јединици Јужночешки крај, у оквиру којег припада округу Табор.

## Становништво
Према подацима о броју становника из 2014. године град је имао 7.195 становника.